# When a Girl Loves (film fra 1919)
When a Girl Loves er en amerikansk stumfilm fra 1919 af Phillips Smalley og Lois Weber.

## Medvirkende
- Mildred Harris som Bess
- William Stowell som Ryan
- Wharton Jones
- Alfred Paget som Ben Grant
- Willis Marks som William Wiatt